# Сент-Меттьюс (Південна Кароліна)
Сент-Меттьюс (англ. St. Matthews) — місто (англ. town) в США, в окрузі Калгун штату Південна Кароліна. Населення — 1841 особа (2020).

## Географія
Сент-Меттьюс розташований за координатами 33°39′53″ пн. ш. 80°46′44″ зх. д. / 33.66472° пн. ш. 80.77889° зх. д. (33.664640, -80.778753).  За даними Бюро перепису населення США в 2010 році місто мало площу 4,99 км², з яких 4,97 км² — суходіл та 0,02 км² — водойми.

## Демографія
Згідно з переписом 2010 року, у місті мешкала 2021 особа в 818 домогосподарствах у складі 499 родин. Густота населення становила 405 осіб/км².  Було 964 помешкання (193/км²).
Расовий склад населення:
| - 60,9 % — чорних або афроамериканців - 35,7 % — білих - 0,4 % — азіатів - 0,2 % — корінних американців - 1,8 % — осіб інших рас |

До двох чи більше рас належало 0,9 %. Частка іспаномовних становила 2,6 % від усіх жителів.
За віковим діапазоном населення розподілялося таким чином: 22,2 % — особи молодші 18 років, 55,7 % — особи у віці 18—64 років, 22,1 % — особи у віці 65 років та старші. Медіана віку мешканця становила 46,1 року. На 100 осіб жіночої статі у місті припадало 81,7 чоловіків;  на 100 жінок у віці від 18 років та старших — 72,7 чоловіків також старших 18 років.
Середній дохід на одне домашнє господарство  становив 46 149 доларів США (медіана — 30 877), а середній дохід на одну сім'ю — 68 350 доларів (медіана — 63 083). За межею бідності перебувало 30,6 % осіб, у тому числі 35,9 % дітей у віці до 18 років та 21,4 % осіб у віці 65 років та старших.
Цивільне працевлаштоване населення становило 688 осіб. Основні галузі зайнятості: освіта, охорона здоров'я та соціальна допомога — 32,4 %, виробництво — 11,8 %, мистецтво, розваги та відпочинок — 10,2 %.